# Desakolot
Desakolot is een bestuurslaag in het regentschap Garut van de provincie West-Java, Indonesië. Desakolot telt 3290 inwoners (volkstelling 2010).